# Groupe PLUS Markets
 (octobre 2024).
Le Groupe PLUS Markets est une ancienne bourse électronique britannique basée à Londres pour les sociétés à petite capitalisation. Il s’agit d'un opérateur de marché au sens de la directive MiFID sur les marchés d'instruments financiers et il s’agit à la fois d'un marché réglementé et d'un système multilatéral de négociation.
Le Groupe PLUS Markets est la société de portefeuille de PLUS Stock Exchange (PLUS-SX), PLUS Derivatives (PLUS-DX) et Plus Technology (PLUS-TX). Elle fournit des services de négociation au comptant, de cotation, de produits dérivés et de technologie. Après que le groupe a rencontré des difficultés financières en 2012, il cherche des moyens de vendre l'entreprise. La bourse, qui contient toutes les sociétés cotées et la licence d'échange, est vendue à ICAP et la division technologique est vendue à GMEX Group (anciennement Forum Trading Solutions).
PLUS Markets est acquise par ICAP en 2012 et rebaptisée ICAP Securities and Derivatives Exchange (ISDX).

## Histoire
PLUS Markets est l’évolution d'un marché boursier d'entreprises en croissance appelé OFEX, qui s'est effondré en septembre 2004 après l'échec d'une levée de fonds. PLUS es lancé en 2005 en tant que concurrent du marché d'investissement alternatif de la Bourse de Londres en utilisant un nouveau logiciel d'échange électronique. Le service PLUS, comme on l'appelait, est lancé le 30 novembre 2005 et permet aux courtiers de négocier n'importe quelle action figurant sur la liste officielle de la LSE.
Le nom OFEX est abandonné fin 2006, une fois les modifications réglementaires apportées. Le groupe obtient la licence de bourse d'investissement reconnue (RIE) en juillet 2007, mais a du mal à tirer son épingle du jeu face à la LSE dominante. Elle se retrouve notamment dans l'impossibilité de négocier des actions cotées à l'AIM et entame finalement une action en justice contre la LSE. La LSE se stabilisée, mais l'arrivée de la crise du crédit en 2008 empêche le succès des échanges. Le groupe a également du mal à maintenir sa loyauté envers sa clientèle d’origine, les petites entreprises cotées en bourse. Bien qu'il a accueilli quelques grands noms, dont l'Arsenal Football Club, il ne réussit pas à atteindre le seuil de rentabilité et le groupe finit par connaître des difficultés financières en 2012[réf. nécessaire].
En 2008, Groupe PLUS Markets enregistre une perte avant impôts de 8,26 millions£ pour 2009, après une perte avant impôts de 10,20 millions pour 2008. Elle annonce également annoncé les résultats d'une revue stratégique, décrivant des plans visant à s'éloigner de son marché de détail principal et à développer une nouvelle plate-forme en vue de négocier des titres plus exotiques, tels que les produits dérivés.
En mai 2012, elle annonce qu'elle cessera ses opérations et fermera ses portes après avoir échoué à trouver un acheteur, mais une semaine plus tard, le 18 mai 2012, elle annonce qu'ICAP, le courtier interprofessionnel, achètera PLUS Stock Exchange (PLUS-SX) et ses activités dérivées,. Le groupe vend ensuite la division technologique PLUS-TS au groupe GMEX (anciennement Forum Trading Solutions). Après avoir été rebaptisé NEX Group en 2016, ICAP est racheté par CME Group en 2018.

## Gestion
Le groupe PLUS Markets est initialement dirigé par Simon Brickles, ancien directeur de l'AIM à la Bourse de Londres. Il est recruté pour gérer OFEX et devient directeur général de l'entreprise rescapée à la fin de 2004. Stephen Hazell-Smith, gestionnaire de fonds expérimenté pour les petites entreprises, rejoint l'entreprise en tant que président en 2005. En 2009, Brickles et Hazell-Smith démissionnent et sont remplacés par Cyril Theret, ancien directeur du développement commercial chez PLUS, et Giles Vardey en tant que président.